# Antidote (Swedish House Mafia e Knife Party)
Antidote è un singolo del supergruppo svedese Swedish House Mafia e del gruppo musicale australiano Knife Party, pubblicato il 16 dicembre 2011.
Il 15 gennaio 2012 è stata pubblicata una versione contenente vari remix del brano, mentre nel mese di ottobre dello stesso anno è stato incluso nella seconda raccolta Until Now del trio.

## Video musicale
Il video è stato reso disponibile il 19 dicembre 2011, ed è disponibile in una versione censurata ed una esplicita.

## Tracce
Testi e musiche di Axel "Axwell" Hedfors, Sebastian Ingrosso, Steve Angello, Rob Swire, Gareth McGrillen, Klas Åhlund e Adam Baptiste.
Download digitale
1. Antidote (Original Mix) – 6:14

CD promozionale (Europa)
1. Antidote – 6:13
2. Antidote (Radio Edit) – 2:58
3. Antidote (Instrumental) – 6:13

Download digitale – Remixes
1. Antidote (Radio Edit) – 2:57
2. Antidote (Swedish House Mafia Dub) – 6:14
3. Antidote (Knife Party Dub) – 6:07
4. Antidote (Tommy Trash Remix) – 6:15

## Classifiche
| Classifica (2011-12)     | Posizione massima |
| ------------------------ | ----------------- |
| Austria                  | 30                |
| Belgio (Fiandre)         | 35                |
| Finlandia                | 13                |
| Francia                  | 93                |
| Germania                 | 63                |
| Paesi Bassi              | 49                |
| Regno Unito              | 4                 |
| Regno Unito (dance)      | 2                 |
| Stati Uniti (dance club) | 3                 |
| Svezia                   | 17                |
| Svizzera                 | 70                |